# Associazione Sportiva Monfalconese C.N.T. 1930-1931
Questa pagina raccoglie i dati riguardanti l'Associazione Sportiva Monfalconese C.N.T. nelle competizioni ufficiali della stagione 1930-1931.

## Stagione
Nella stagione 1930-1931 la Monfalconese allenata dal tecnico austriaco Rudolf Soutschek disputa il secondo campionato di Serie B, raccoglie 28 punti con il l'undicesimo posto finale. Salgono in Serie A Fiorentina e Bari che vincono il torneo con 46 punti. Retrocedono in Prima Divisione Lucchese, Derthona e Liguria. Il miglior marcatore dei friulani è Libero Molinis che firma nove reti.

## Rosa
| N. |                   | Ruolo | Calciatore           |
| -- | ----------------- | ----- | -------------------- |
|    | Italia (bandiera) | P     | Gino Archesso        |
|    | Italia (bandiera) | A     | Oreste Benet         |
|    | Italia (bandiera) | D     | Giuseppe Bonini      |
|    | Italia (bandiera) | A     | Mario Calligaris     |
|    | Italia (bandiera) | A     | Dall'Olio            |
|    | Italia (bandiera) | C     | Gino De Biasi        |
|    | Italia (bandiera) | D     | Egidio De Franceschi |
|    | Italia (bandiera) | D     | Giuseppe Geigerle    |
|    | Italia (bandiera) | A     | Umberto Manià        |
|    | Italia (bandiera) | D     | Antonio Martinolich  |
|    | Italia (bandiera) | C     | Libero Molinis       |

| N. |                   | Ruolo | Calciatore              |
| -- | ----------------- | ----- | ----------------------- |
|    | Italia (bandiera) | C     | Ferruccio Pacor         |
|    | Italia (bandiera) | C     | Alfredo Piffer          |
|    | Italia (bandiera) | D     | Riccardo Revelant       |
|    | Italia (bandiera) | D     | Guido Rigotti           |
|    | Italia (bandiera) | A     | Sergio Russinov         |
|    | Italia (bandiera) | A     | Giovanni Saina          |
|    | Italia (bandiera) | C     | Romolo Simonetti        |
|    | Italia (bandiera) | P     | Aurelio Slanisca        |
|    | Italia (bandiera) | C     | Riccardo Snidersich (I) |
|    | Italia (bandiera) | C     | Alvise Spanghero (II)   |
|    | Italia (bandiera) | A     | Ruggero Zanolla         |